# Фармерс Луп (Аљаска)
Фармерс Луп (енгл. Farmers Loop) насељено је место без административног статуса у америчкој савезној држави Аљаска.

## Демографија
По попису из 2010. године број становника је 4.853.
| Група             | 2000.    | 2010.         |
| Белци             | 0 (0,0%) | 4.002 (82,5%) |
| Афроамериканци    | 0 (0,0%) | 40 (0,8%)     |
| Азијати           | 0 (0,0%) | 85 (1,8%)     |
| Хиспаноамериканци | 0 (0,0%) | 139 (2,9%)    |
| Укупно            | 0        | 4.853         |